# Begonia aggeloptera
Begonia aggeloptera es una especie de planta de la familia Begoniaceae. Esta begonia es originaria de Gabón. La especie pertenece a la sección Scutobegonia. Fue descrita en 1972 por el botánico Nicolas Hallé (nacido en 1927). El epíteto específico es aggeloptera, que significa «alas pegadas».